# Jarzynny Kierz
Jarzynny Kierz – osada leśna w Polsce położona w województwie mazowieckim, w powiecie przasnyskim, w gminie Chorzele.
Wierni Kościoła rzymskokatolickiego należą do parafii św. Rocha w Janowie.
W latach 1975–1998 miejscowość administracyjnie należała do województwa ostrołęckiego.